# Fesendschān

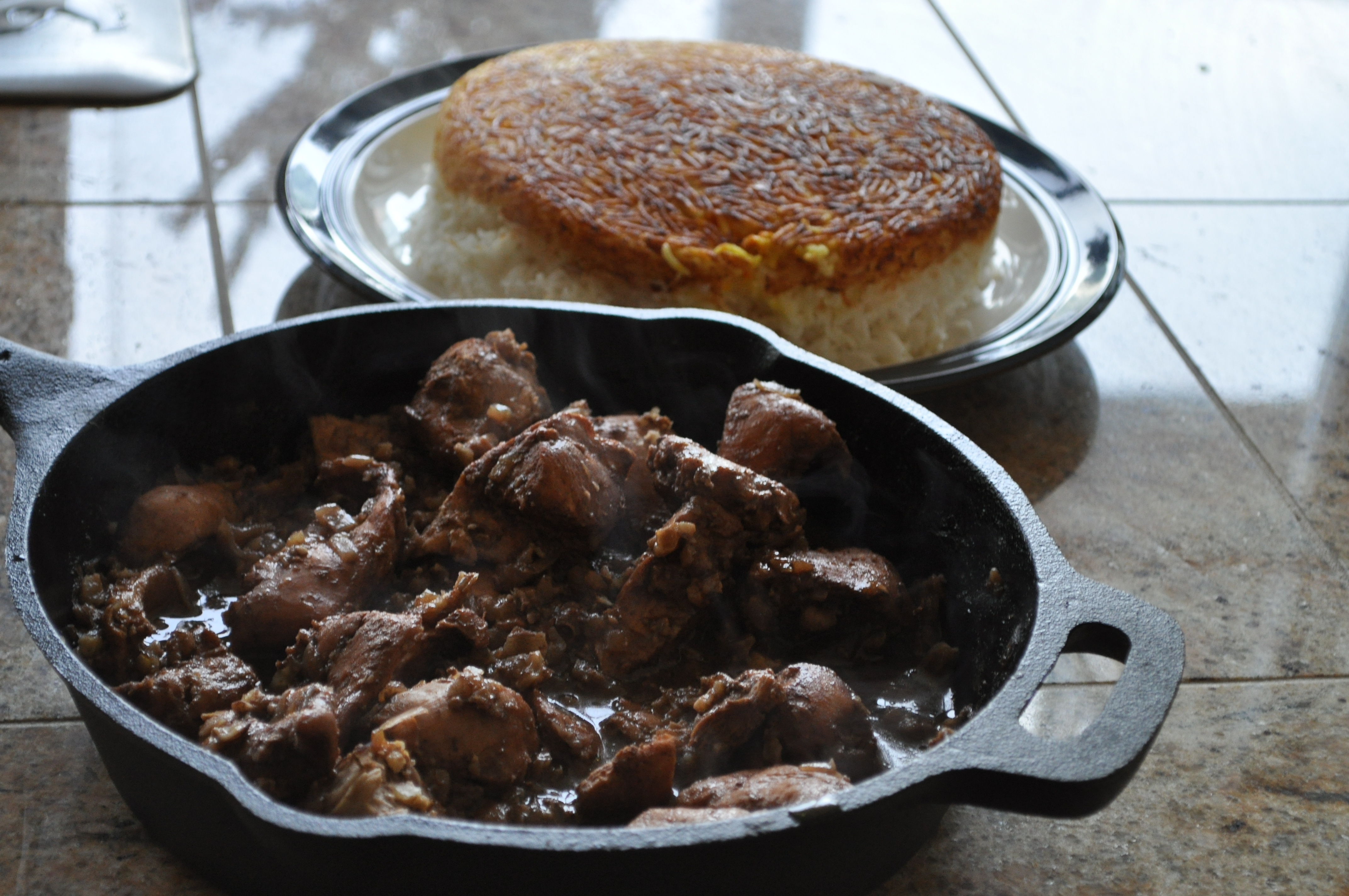
Eine Schüssel Hühner-Fesendschān, mit persischem Reiskuchen

Fesendschān (englisch Fesenjan, persisch خورشت فسنجان oder خورش فسنجان Choresch(t)-e Fesendschān, DMG ḫoreš(t)-e fesenǧān, ‚Fesendschān-Eintopf‘) ist ein Gericht aus der Persischen Küche. Fesendschān ist ein sämiges, geschmacklich süßlich-herbes Schmorgericht, das auf der Basis von Granatapfelsirup, gemahlenen Walnüssen (Bazha), Advieh (persische Gewürzmischung), ersatzweise auch Kurkuma, sowie Zwiebeln und Tomatenmark beruht. In der Hauptsache wird das Gericht mit einer zerlegten Flugente angereichert. Gelegentlich wird Hühnchen verwendet. In seltenen Fällen wird Fisch oder Rindfleisch verwendet. Im fertig gekochten Zustand hat das Gericht eine dunkelbraune Soße.    
Dazu wird persischer (Safran-)Reis (polo oder chelo genannt) serviert.